# صفية بن زقر
صفية بن زقر (1940- 12 سبتمبر 2024م) هي فنانة تشكيلية سعودية، مؤسسة ومالكة «دارة صفية بن زقر» في جدة، وعضو أول في الجمعية العربية السعودية للثقافة والفنون، وعضو مؤسس لبيت التشكيليين في جدة، اشتهرت بتوثيقها في رسوماتها للفلكلور والمظاهر الاجتماعية والثقافية والمعمارية لمدينة جدة ومنطقة الحجاز. وفازت بجائزة «كأس ودبلوم دي إكسيلانس» من جرولادورا في 1982 في إيطاليا، ومُنحت وسام الملك عبد العزيز في عام 2016.

## النشأة والتعليم
ولدت صفية بن زقر في حارة الشام في مدينة جدة القديمة، وفي أواخر 1947 عندما بلغت السابعة من عمرها انتقلت مع أهلها إلى القاهرة، ومن هناك حصلت على الشهادة الإعدادية في 1957، والشهادة الثانوية الفنية في 1960، وبعد ذلك غادرت القاهرة نحو بريطانيا التي بقيت فيها ثلاثة أعوام التحقت فيها بـ (انهاء المدرسة)، وفي أواخر  1965 عادت إلى القاهرة لتنمية هواية الرسم عن طريق الدروس الخصوصية، وأخيرا التحقت بكلية " سانت مارتن" للفنون في لندن ضمن برنامج دراسي لمدة عامين، حصلت بعدها على شهادة في فن الرسم والجرافيك.

## الحياة العملية
تعتبر صفية بن زقر من أوائل مؤسسي الحركة التشكيلية في المملكة العربية السعودية، وقد بدأ مشوارها الفني بإقامة أول معرض لها في عام 1968 في مدرسة دار التربية الحديثة بجدة، حيث لم تكن هنالك صالات عرض متخصصة في ذلك الوقت، أقامت بعدها العديد من المعارض المحلية في مدينة الرياض وجدة والظهران والجبيل والمدينة المنورة وينبع وأبها، والعديد من المعارض الدولية في كل من باريس وجنيف ولندن حتى أصبح لها حصيلة ثمانية عشر معرضاً شخصياً، وستة معارض جماعية، عرفت من خلالها بوصفها فنانةً للتراث السعودي محلياً ودولياً. وبعد أن أمضت ثلاثين عاماً في مجال الفن التشكيلي، قامت بتأسيس «دارة صفية بن زقر» التي افتتحتها في مطلع عام 2000، وتضم لوحاتها ومقتنياتها الفنية، وكذلك مرسمها ومكتبتها الخاصة، وتستقبل الدارة الزوار والباحثين، وتُقام فيها ورشات عمل فنية وتعليمية للكبار والصغار، ومحاضرات ثقافية فنية للمهتمين بالأدب والفنون التشكيلية.

### الأنشطة
أسهمتْ صفية في بداية حياتها الفنية ببعض الكتابات الفنية في الصحف المحلية، وألقت العديد من المحاضرات في مدينتي جدة والرياض، وفي نادي سيدات القاهرة، كما أسهمتْ في تحكيم العديد من المعارض الفنية للناشئة والأطفال، ولها مجلس فني أدبي ثقافي يعقد شهريا، وتم اقتناء بعض أعمالها الفنية في المملكة العربية السعودية والولايات المتحدة الأمريكية وإنجلترا واليابان والسويد وإسبانيا ولبنان.

#### أنشطة الدارة
تدعم دارة صفية منظمة اليونسكو والجمعيات الخيرية بتنفيذ أعمالها على شكل بطاقات أو غيرها ثم بيعها لصالح الأعمال الخيرية، وتنظم العديد من المسابقات مثل مسابقة للرسم على الجدارية تحت موضوع جدة في عيون أطفالها التي نفذت على كورنيش جدة في مهرجان جدة غير 21 بمشاركة الأطفال من سن 6-9 سنوات، والمسابقة السنوية للأطفال التي بدأت في مايو 2002، ومنذ عام 2003 بدأت الدارة في تقديم المناظرة الشعرية السنوية لدارة صفية بن زقر في شهر مارس من كل عام، بمشاركة المهتمات بالأدب العربي من مثقفات وأكاديميات.

### المؤلفات
- كتاب «المملكة العربية السعودية: نظرة فنانة إلى الماضي» باللغتين الفرنسية والإنجليزية.
- كتاب «رحلة عقود ثلاثة مع التراث السعودي»، الذي يستعرض أهداف دارة صفية بن زقر ونشاطاته.[3][9][10]

### العضويات
تنضم صفية إلى الجمعية العربية السعودية للثقافة والفنون في جدة، ك، بصفتها عضوًا أولًا، وإلى بيت التشكيليين في جدة بصفتها عضوًا مؤسِّسًا، وإلى بيت الفوتوغرافيين محليًا ودوليًا.

## الأسلوب
منذ المراحل الأولى لعلاقتها بالفن تنبهت صفية إلى التغيير الكبير في صور الحياة اليومية التقليدية، ما حفزها على الاهتمام بتوثيق التراث عبر لوحاتها الفنية التي كرستها لهذا الهدف، محددة بذلك مسارها الفني الذي تمضيه في الاغتراف من ماضي الناس لتغذي به حاضرهم ومستقبلهم، واختارت لهذا المسار أسلوب التأثيرية الصادقة، حيث تُظهر لوحاتها بتفصيل ودقة فنية الجوانب المتعددة للحياة الاجتماعية في محيطها وبيئتها المحلية، وهذه هي المادة الأساسية لموضاعاتها الفنية. تطور خلال ذلك أسلوبها الفني، وتأثر بأساليب كبار الفنانين التأثيريين أو الانطباعيين التشكيليين مثل: جيوتو فرا أنجيليكو وسيزان، كما ظهر تأثير فن شرق آسيا في التلوين على لوحاتها مثل لوحة «امرأة بدوية»، ولكنها نجحت تدريجياً في التخلص من هذا التأثر حتى أصبح  لها أسلوبها المستقل الذي أقلمته ليتناسب مع مظهرية التراث المستوحى في لوحاتها. وتنوع صفية أدواتها الفنية بتنوع موضوعاتها، وتلجأ إلى الرسوم الأولية السريعة من الصور الضوئية الفوتوغرافية، وتستعين بالمراجع والكتب وقصص الأجداد.

## مهرجان الجنادرية 31
في مهرجان الجنادرية 31، تم اختيار الفنانة التشكيلية صفية بن زقر شخصيةً ثقافيةً لمهرجان الجنادرية 31، حيث تم تكريمها من قبل الملك سلمان بن عبد العزيز، ومنحها وسام الملك عبد العزيز من الدرجة الأولى.

## المتحف البريطاني في لندن
يحتضن المتحف البريطاني بلندن العديد من أعمال الفنانة التشكيلية صفية بن زقر، حيث يحتضن عددًا من أعمالها، التي تضم ألبومًا من 38 صورة إتشنج "حفر"، حيث وثّقت من خلال هذا العمل التراث الملبسي في السعودية،. وتُعد المرة الأولى التي يعرض فيها المتحف البريطاني هذه الأعمال التي تجسد التراث الملبسي لمختلف مناطق المملكة.

## وقف بيع اللوحات
في نوفمبر 2016، ذكرت الفنانة التشكيلية صفية بن زقر أن السبب وراء إيقاف بيع لوحاتها، هو أن لوحاتها أصبحت ذات قيمة بحثية لطلاب الدراسات العليا بالجامعات السعودية. حيث ذكرت بأن أكثر من 160 باحثًا وباحثةً، استخدموا لوحاتها وملابسها في المتحف.

## لوحة موناليزا الحجازية
في نوفمبر 2016، كشفت الفنانة التشكيلية صفية بن زقر، قصة لوحة "موناليزا الحجازية"، وذكرت بأن مسماها انطلق من العاصمة الفرنسية "باريس"، حين أطلقت بعض الصحف العربية هذا المسمى على اللوحة.

## الفن الحجازي
وثقت الفنانة التشكيلية صفية بن زقر التراث والفن الحجازي، وذلك خلال رسوماتها للفلكلور والمظاهر الاجتماعية والثقافية لمدينة جدة. وقد أصبحت دارة صفية بنت زقر مرجعًا لذلك، حيث تحتوي الدارة على قطع تراثية، يعود تاريخها إلى أكثر من 100 سنة.

## المعارض
| العام | المعرض                                                           | المدينة         |
| ----- | ---------------------------------------------------------------- | --------------- |
| 1968  | معرض مدرسة دار التربية الحديثة بالاشتراك مع الفنانة منيرة موصلي. | جدة             |
| 1969  | معرض جماعي في جامعة الملك عبد العزيز.                            | جدة             |
| 1970  | معرض خاص بمدرسة دار الحنان.                                      | جدة             |
| 1973  | معرض خاص في جاليري وودستوك                                       | لندن            |
| 1976  | معرض شخصي أقامته الجمعية العربية السعودية للفنون                 | جدة             |
| 1976  | معرض شخصي أقامته أرامكو                                          | الظهران         |
| 1980  | معرض شخصي في جاليري باترك سيل                                    | لندن            |
| 1980  | معرض شخصي في جاليري دورون                                        | باريس           |
| 1980  | معرض شخصي في جاليري دي آرت دي فيشن                               | جنيف            |
| 1981  | معرض شخصي بدعوة من جامعة الملك سعود - قسم الطلاب                 | الرياض          |
| 1981  | معرض شخصي بدعوة من جامعة الملك سعود - قسم الطالبات               | الرياض          |
| 1981  | معرض اص بدعوة من الهيئة الملكية للجبيل وينبع                     | الجبيل          |
| 1981  | معرض الخاص بدعوة من قاعة ردك الفنية                              | جدة             |
| 1983  | معرض خاص بدعوة من الهيئة الملكية الجبيل وينبع                    | ينبع            |
| 1983  | معرض "بين الأمس واليوم" الجماعي                                  | الرياض          |
| 1985  | معرض خاص في ردك بلازا                                            | جدة             |
| 1987  | معرض خاص في فندق إنتركونتيننتال                                  | أبها            |
| 1988  | معرض خاص في قاعة إبداع                                           | المدينة المنورة |
| 1988  | معرض شخصي في قاعة الفنون التشكيلية لمعهد العاصمة                 | الرياض          |
| 1988  | معرض خاص في قاعة فن البلاستيك في معهد العاصمة                    | الرياض          |
| 1988  | معرض خاص في قاعة الروشان                                         | جدة             |
| 1995  | افتتاح دارة صفية بن زقر وهو معرض فني عام لأعمالها                | جدة             |

## الجوائز والتكريمات
| العام | الجهة المانحة                                                | الجائزة والتكريم        |
| ----- | ------------------------------------------------------------ | ----------------------- |
| 1982  | جرولادورا-إيطاليا                                            | كأس ودبلوما دي إكسيلانس |
| 1982  | الرئاسة العامة لرعاية الشباب                                 | شهادة تقدير             |
| 1993  | اللجنة التشكيلية النسائية                                    | ميدالية                 |
| 1994  | الخطوط السعودية                                              | شهادة ودرع تقدير        |
| 1996  | البنك الأهلي                                                 | شهادة تقدير             |
| 1997  | بيت الفوتوغرافيين                                            | شهادة تقدير             |
| 1997  | برنامج الأمم المتحدة للبيئة (UNEP)                           | شهادة تقدير             |
| 1998  | الرئاسة العامة لرعاية الشباب-الجمعية العربية للثقافة والفنون | شهادة تقدير             |
| 1998  | الغرفة التجارية بجدة                                         | شهادة تقدير             |
| 1998  | الجمعية النسائية الخيرية في الدمام                           | درع                     |
| 1998  | كلية الاقتصاد المنزلي والتربية الفنية                        | درع                     |
| 1998  | مكتبة الملك عبدالعزيز                                        | درع                     |
| 1998  | مدرسة براعم الوطن                                            | درع                     |
| 2001  | الجمعية الفيصلية                                             | درع                     |
| 2001  | معلمات الفنون في مكة المكرمة                                 | درع                     |
| 2002  | كلية عفت                                                     | درع                     |
| 2002  | تكريم الموهوبين في المدينة المنورة                           | ميدالية                 |
| 2003  | جمعية البر الخيرية                                           | شهادة تقدير             |
| 2003  | الرئاسة العامة لرعاية الشباب                                 | شهادة تقدير             |
| 2003  | جائزة المفتاحة                                               | شهادة ودرع              |
| 2007  | أرامكو السعودية                                              | درع                     |
| 2014  | مجلس التعاون الخليجي                                         | تكريم                   |
| 2014  | المجلس الفني السعودي                                         | تكريم                   |
| 2016  | وسام الملك عبد العزيز                                        | وسام.                   |

## الوفاة
توفيت صفية بن زقر يوم الخميس 12 سبتمبر 2024م / 9 ربيع الأول 1446هـ.